# خروج اسرائیل از نوار غزه

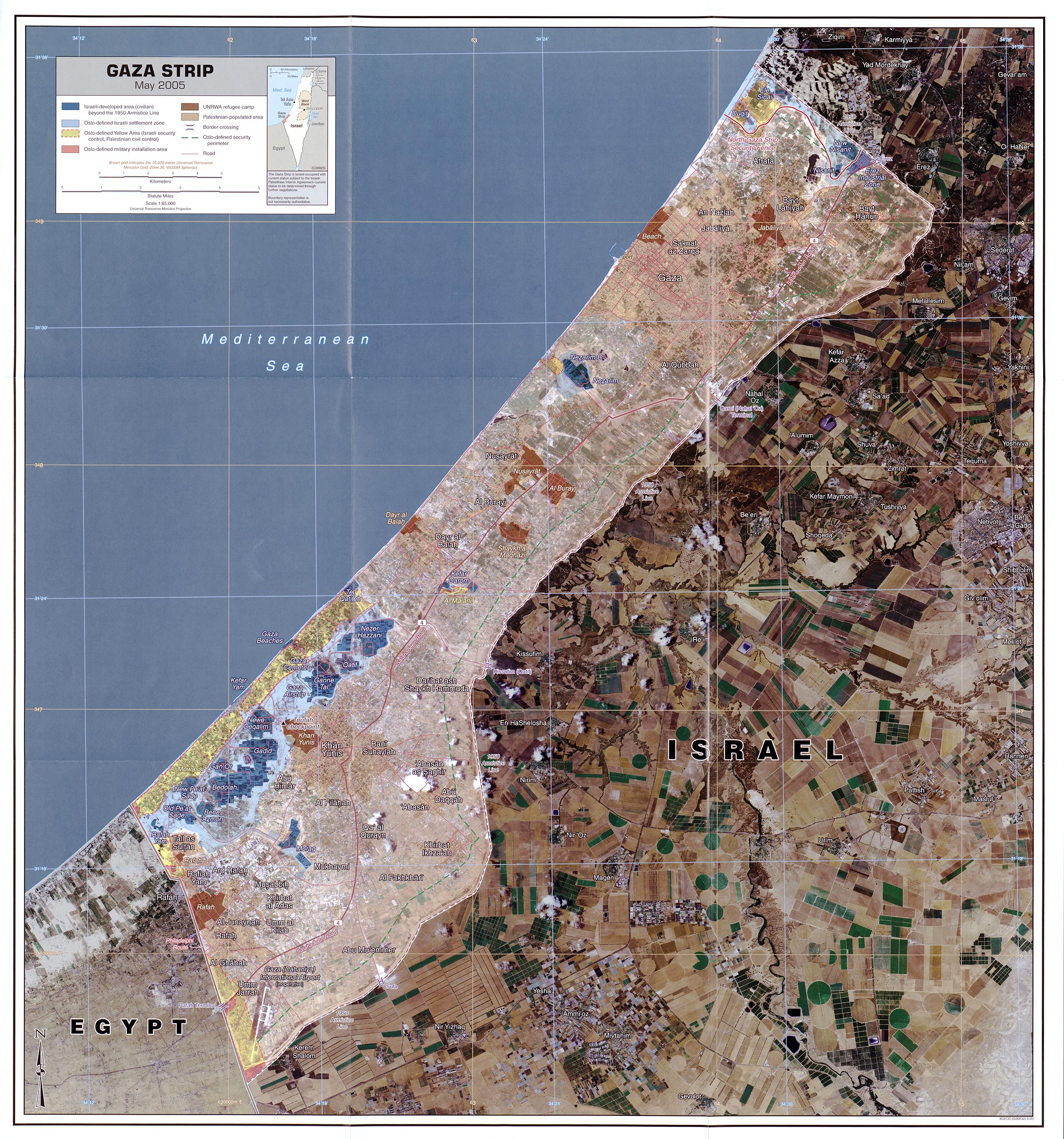
نقشه نوار غزه در می ۲۰۰۵، چند ماه قبل از عقب نشینی اسرائیل. مناطق آبی رنگ، بلوک‌های سکونت‌گاهی اصلی این نقشه بودند.

خروج اسرائیل از نوار غزه (به عبری: תוכנית ההתנתקות، با تلفظ: Tokhnit HaHitnatkut) عملیاتی بود که در سال ۲۰۰۵ به‌طور یکجانبه توسط اسرائیل انجام شد و در آن ۲۱ شهرک اسرائیلی در نوار غزه تخلیه شد و شهرک‌نشینان و ارتش اسرائیل از داخل نوار غزه خارج شدند.
این عملیات خروج یکجانبه در سال ۲۰۰۳ توسط نخست‌وزیر اسرائیل، آریل شارون پیشنهاد شد، در ژوئن ۲۰۰۴ توسط دولت پذیرفته شد، و در فوریه ۲۰۰۵ توسط کنست (پارلمان اسرائیل) به عنوان قانون اجرای برنامه خروج تصویب شد. این عملیات در اوت ۲۰۰۵ اجرا شد و در سپتامبر ۲۰۰۵ به اتمام رسید. شهرک نشینانی که قبل از مهلت ۱۵ اوت ۲۰۰۵ بسته‌های جبران خسارت دولتی را قبول نکردند و داوطلبانه خانه‌های خود را ترک نکردند، طی چند روز توسط نیروهای امنیتی اسرائیلی اخراج شدند. اخراج تمام ساکنان، تخریب ساختمان‌های مسکونی و خروج نیروهای امنیتی مرتبط از نوار غزه تا ۱۲ سپتامبر ۲۰۰۵ به‌طور کامل انجام شد. تخلیه و برچیدن چهار شهرک در بخش شمال کرانه باختری ده روز بعد به اتمام رسید. هشت هزار نفر از شهرک نشینان یهودی از ۲۱ شهرک در نوار غزه منتقل شدند. شهرک نشینان به‌طور میانگین بیش از ۲۰۰٬۰۰۰ دلار به ازای هر خانواده به عنوان جبران خسارت دریافت کردند.
سازمان ملل متحد، سازمان‌های بین‌المللی حقوق بشر و بسیاری از حقوقدانان، نوار غزه را همچنان تحت اشغال نظامی اسرائیل می‌دانند. این موضوع توسط اسرائیل و سایر حقوقدانان مورد مناقشه است. پس از خروج، اسرائیل همچنان کنترل مستقیم حریم هوایی و دریایی غزه، شش مورد از هفت گذرگاه زمینی غزه، یک منطقه حائل ممنوعه در داخل قلمرو و سیستم ثبت جمعیت فلسطین را حفظ کرده‌است و غزه همچنان برای آب، برق، ارتباطات و سایر امکانات ابتدایی خود به اسرائیل وابسته است.

## منطق و توسعه سیاست
گیلاد، پسر آریل شارون، نخست‌وزیر اسرائیل، در کتاب خود، شارون: زندگی یک رهبر نوشت که او ایده ترک غزه را به پدرش داد. شارون در ابتدا طرح خروج یکجانبه خود را «طرح جدایی» یا توخنیت هافرادا نامگذاری کرده بود، قبل از اینکه متوجه شود که «کلمه جدایی به ویژه در زبان انگلیسی، بد به نظر می‌رسد زیرا آپارتاید را تداعی می‌کند.»